# Microsentis wardae
Microsentis wardae är en hakmaskart som beskrevs av Martin och Multani 1966. Microsentis wardae ingår i släktet Microsentis och familjen Neoechinorhynchidae. Inga underarter finns listade i Catalogue of Life.